# Trax Records

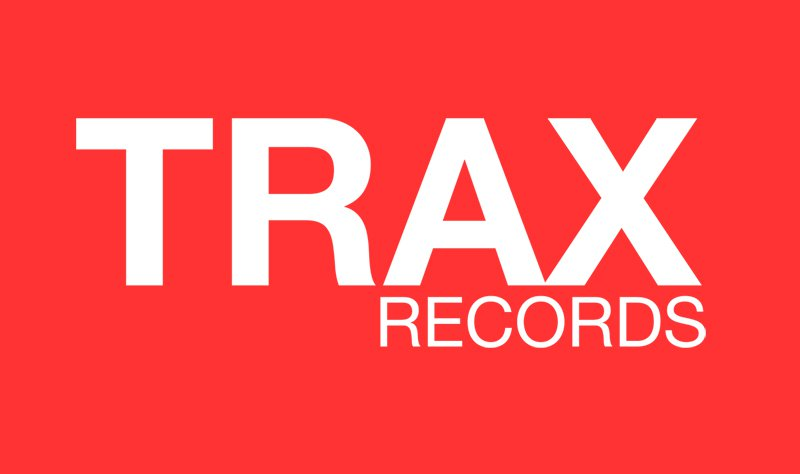
Trax Records es un sello discográfico de house, nacido en Chicago.

Trax Records es un sello discográfico de house de Chicago. Jugó un rol capital en el desarrollo de la música house gracias a la publicación de discos como "Your Love" de Jamie Principle & Frankie Knuckles.
Larry Sherman and "Screamin'" Rachael Cain, copropietarios y fundadores de Trax Records, comenzaron sus operaciones en 1983 tras comprar Musical Products. Trax Records comenzó en 1984. El diseño del sello original era realizado por Vince Lawrence. El primer disco publicado fue "Wanna Dance/Certainly" por Le Noiz, TX-101. Trax Records es especialmente conocido por crear el sonido acid house en temas como "Dream Girl" y "Acid Tracks". El sello era famoso por prensar sus 12" en vinilos de muy baja calidad. 
Trax publicó un buen número de clásicos como "No Way Back" de Adonis, "Can You Feel It" de Larry Heard y "Move Your Body" de Marshall Jefferson. 

## Discografía

### Singles en 12"
TX101 -- Le Noiz "Wanna Dance/Certainly"
TX102 -- Jesse Velez "Girls Out On the Floor"
TX103 -- Le Noiz "I'm Scared/Get Out"
TX104 -- Farley Keith (Jackmaster Funk) "Jack the Bass"
TX105 -- Kevin Irvin "Ride the Rhythm [Remix]"
TX106 -- Farley Keith "Funkin With Drums Again"
TX107 -- Vince Lawrence "Virgo Tracks Again"
TX108 -- Jesse Velez "Super Rhythm Trax"
TX109 -- Ron Hardy "Sensation"
TX110 -- Screamin' Rachel "My Main Man"X
TX111 -- Man Goes Disco "Sensuous Woman"
TX112 -- Adonis "No Way Back"
TX113 -- Sleezy D "I've Lost Control"
TX114 -- Marshall Jefferson "Virgo/Free Yourself/R U Hot Enough"
TX115 -- Fresh Dum Dum "Part Two"
TX116 -- Farley Keith "Give Yourself to Me"
TX117 -- Marshall Jefferson "Move Your Body/House Music Nat'l Anthem"
TX118 -- Master C & J "When You Hold Me"
TX119 -- Sweet D "Thank Ya/Do It"
TX120 -- Adonis "We're Rockin Down the House"
TX121 -- On the House "Ride the Rhythm [Original]"
TX122 -- Willie Wonka: "What is House"
TX123 -- Radio Fashion "You Get What You Deserve"
TX124 -- Farm Boy: "Jackin’ Me Around"
TX125 -- Fat Albert "Beat Me Til I Jack"
TX126 -- Santos "Work the Box"
TX127 -- Mr. Fingers: "Can U Feel It/Washing Machine"
TX128 -- Sampson “Butch” Moore: "House Beat Box"
TX129 -- Jungle Wonz: "The Jungle"
TX130 -- Boris Badenough: "Hey, Rocky"
TX131 -- Lidell Townsell: "Party People"
TX132 -- Robert Owens: "Bringin’ Down the Wall"
TX133 -- Terry Baldwin: "Housemaster"
TX134 -- Two House People: "Move My Body"
TX135 -- Jungle Wonz: "Time Marches On"
TX136 -- On the House: "Give Me Back the Love"
TX137 -- Mr. Lee "I Can't Forget"
TX138 -- Mystery "Mystery Girl"
TX139 -- Eric Bell "Your Love" 
TX140 -- Mr. Lee "Came to House"
TX141 -- William S "I'll Never Let You Go"
TX142 -- Phuture: "Acid Tracks"
TX144 -- Dalis "Rock Steady"
TX145 -- Kevin Irving "Children of the Night"
TX146 -- Two of a Kind "Somewhere in West Hell"
TX147 -- Pleasure Zone "Charley/House Nation"
TX148 -- Dr. Derelict "Doctor"
TX149 -- Dean Anderson "Don't Stop/Don't Dub"
TX150 -- Frankie Knuckles Presents "Baby Wants to Ride/Your Love"
TX151 -- Frankie Knuckles Presents "It's a Cold World"
TX152 -- Hercules "Lost in the Groove"
TX153 -- Dancer "Am a Dog/Boom Boom"
TX154 -- Evie "Stay the Night"
TX155 -- Rich Martinez "Are You Ready"
TX156 -- Mr. Lee "House this House"
TX157 -- Pierre's Phantasy Club "Got the Bug"
TX158 -- Lidell Townsell "Get the Hole"
TX159 -- Curtis McClaine "Let's Get Busy"
TX160 -- Dancer "Number Nine"
TX164 -- Pleasure Zone "Fantasy/I Can't Understand"
TX165 -- Phuture "We Are Phuture EP"
TX166 -- Mr. Lee "Pump Up Chicago/London/New York"
TX167 -- Donald Rush "Knockin at my Door"
TX168 -- Mike Wilson "Hit Tracks III"
TX169 -- Maurice Joshua "I Gotta Big Dick/This is Acid"
TX170 -- Lidell Townsell "Jack the House EP"
TX171 -- Mr. Lee - "Acid Fantaslee"
TX172 -- Farley Keith "As Always [Ricky Dillard]"
TX173 -- K.G.B. "Respect Rap"
TX174 -- Kool Rock Steady "Power Move"
TX175 -- Virgo Four "Virgo Vol. 4/Do You Know Who You Are"
TX176 -- M.E. "M.E. EP [Deep House]"
TX177 -- Grand and Dezz "You're Too Good"
TX178 -- Scamara "Kisses Never Lie"
TX179 -- J.R. "It's About House"
TX180 -- Samurai Sam "House Japanese"
TX182 -- Kamia "Take Me I'm Yours"
TX184 -- Maurice "Get Into the Dance"
TX185 -- Kipetotec "Sex Sells"
TX187 -- Gotham City "Bat Trax"
TX190 -- Streetlife "Streetlife/I Will Survive"
TX191 -- MTS & RTT "Native House"
TX192 -- Streetlife "Glow of Love"
TX193 -- Streetlife "Tearin Down the Walls"
TX194 -- Marshall Jefferson "Move Your Body '90"
TX195 -- Yvonne Gage "Bad Girls/Heartbreak Hotel"
TX196 -- M.E. feat. Yvonne Gage "Winter Days/Summer"
TX197 -- Humanoid "Slam"
TX198 -- Bart Starr "Way To Go Homer" - written by Jesse Saunders
TX199 -- Ralph Rosario "Running Away"
TX200 -- Over 2 U "Force of Habit"
TX201 -- Humanoid "Crystal (Back Together)/The Deep"
TX202 -- Lidell & The People "Another Lover"
TX203 -- Bazz "Very Well"
TX204 -- The Music Factory "It's Getting Late"
TX205 -- Kevin Irving "Puppet/About That Time"
TX301 -- Fast Eddie "Yeah Yeah Yeah"
TX302 -- Black Man "Beat that Bitch with a Bat"
TX303 -- Johnny Fiasco "Iz U Iz Or Iz You Ain't My Baby"
TX304 -- Farley "Love Can't Turn Around/House Nation"
TX305 -- Fast Eddie "No Other Love"
TX306 -- Joe Smooth "Untitled"
TX307 -- ???
TX309 -- ???
TX308 -- Amber (Joe Smooth) "A Matter of Time"
TX310 -- K. Kool (K. Alexi) "Hot Swing/Hot Summer Swing"
TX311 -- The Fusion EP
TX312 -- ???
TX313 -- United Freaks of America "Get Up Off Your Ass"
TX314 -- Hercules "Streetfighter"
TX315 -- Jungle Wonz "Bird in a Gilded Cage"
TX316 -- Ramovia "Your Love"
TX317 -- Pound "Move Yo' Body Again"
TX404 -- Adonis "Basement Jazz Remixes"
TX417 -- David Chong "There is no place / Our Last Chance" 
TX418 -- Hydraulic Funk "Flash Light/Godzilla/Godzilla Rap (Feat. Afrika Bambaataa & M.C. G.L.O.B.E.)" 
TX419 -- Dave Robertson "Liquidity & Warmth/Loss of a Love" 
TX420 -- Maurice "Desires"
TX421 -- Frankie Knuckles "Waiting on my Angel" (2002)
TX467 -- Various Artists "Best of Movi' Record Vol. 1" 
TX468 -- David Chong "Auto Ed" 
TX476 -- Mr. Fingers "The complete can you feel i(Martin Luther King RX)"
TX486 -- Screamin' Rachel "Don't make me lonely"

### LP y EP
TX107/114 -- Virgo Tracks Again/Virgo "Free Yourself"
TX5001 -- Various: “Chicago Trax Volume 1”
TX5003 -- Various "Acid Trax Volume 1"
TX5004 -- Various "Acid Trax Volume 2"
TX5005 -- Steve Poindexter Featuring "Short Circuit"
TX5007 -- Various "Acid Trax Volume 3"
TX5016 -- Armando Presents the New World Order
TX5017 -- Acid Wash - Written by J. Lopez
TX5018 -- Lost Trax - Previously unreleased tracks by Mr. Fingers
TX5019 -- K. Kool (K. Alexi) "Trick Tracks"
TX5020 -- Phuture "Lost Tracks featuring 'Men on Film'"
TX5021 -- Ralph Rosario's Greatest Hits
TX5022DP -- Joey Beltram Presents "Dance Generator" (Double pack)
TX5023 -- XXX Tracks
TX5024 -- Armando "The New World Order Level 3"
TX5025 -- Kaay Alexi Shelby & Brazil '
TX5027 -- The Beltram Re-releases 1989-1991
TX5032 -- Armando Presents the New World Order 4 94 
TX5033 -- Steve Stoll "Octaves"
TX5034 -- Frankie Bones "Bone Up!" 
TX5035 -- Steve Stoll "FM"
TX5036 -- ???
TX5037 -- ???
TX5038 -- ???
TX5039 -- ???
TX5040 -- ???
TX5041 -- Acid Trax IV (1996)
TX5042 -- ???
TX5043 -- ???
TX5044 -- ???
TX5045 -- DJ Rush "Klub Kidz" (1996)
TX5085DP -- "Anyone Can Dance" by Crystal Distortion (Double Pack)
TX5086DP -- "Contaminated 2G" by Gene Hunt (Double Pack)

### CD y recopilatorios
CDTX5001 -- "20th Anniversary Collection" de Various Artists 
CDTX5002 -- "Next Generation" de Various Artists (2004)
CDTX5003 -- "Acid Classics" de Various Artists (2004)
CDTX5004 -- "Queer Trax —Coming in loud and queer" de Various Artists (2004)
CDTX5005 -- "Rarities & B-Sides" de Various Artists (2004)
CDTX5006 -- "Extacy" de Screamin' Rachael (2004)
CDTX5010 -- "Twilight Trax" de Various Artists (2005)
CDTX5011 -- "Trax Classix" de Armando (2005)
CDTX5013 -- "Trax Classix" de Joey Beltram (2005)
CDTX5016 -- "Trax Classix" de Phuture y DJ Pierre (2005)